# Association sportive Foot Les Verchers-Saint-Georges-sur-Layon
 (juillet 2017).
Si vous disposez d'ouvrages ou d'articles de référence ou si vous connaissez des sites web de qualité traitant du thème abordé ici, merci de compléter l'article en donnant les références utiles à sa vérifiabilité et en les liant à la section « Notes et références ».
L'Association sportive Foot Les Verchers-Saint-Georges-sur-Layon, plus communément appelé ASF Les Verchers, est un club de football féminin français, basé dans la ville des Verchers-sur-Layon, et fondé le 12 juin 2002 (à la suite d'une fusion entre le club masculin des Verchers sur Layon et du club féminin de Saint-Georges-sur-Layon).
L'équipe féminine a longtemps joué en Division 2 nationale mais évolue actuellement en Départementale 1. Une équipe loisirs a aussi vu le jour.
Chez les jeunes, les joueuses de 6 à 18 ans font partie du GF Verchers-Martigné qui réunit avec l'AS Verchers les clubs voisins du RC Doué, de l'ASVR et de l'Entente Sportive du Layon.

## Entraîneurs
- 2006-2019:  David Fardeau
- 2019-2022 :  Florian David
- 2022-2025 :  Élodie Guitton